# Sing a song of love
Sing a song of love is een single van George Baker Selection. Het is afkomstig van hun verzamelalbum 5 Jaar hits. Sing a song of love komt voor op de studio LP Paloma Blanca die in 1975 verscheen. Het was de 15e single die de Nederlandse hitparades haalde, maar hun eerste nummer 1. Sing a song of love was in oktober 1974 Alarmschijf.

## Hitnotering

### Nederlandse Top 40
| Hitnotering: 26-10-1974 t/m 18-01-1975 | Hitnotering: 26-10-1974 t/m 18-01-1975 | Hitnotering: 26-10-1974 t/m 18-01-1975 | Hitnotering: 26-10-1974 t/m 18-01-1975 | Hitnotering: 26-10-1974 t/m 18-01-1975 | Hitnotering: 26-10-1974 t/m 18-01-1975 | Hitnotering: 26-10-1974 t/m 18-01-1975 | Hitnotering: 26-10-1974 t/m 18-01-1975 | Hitnotering: 26-10-1974 t/m 18-01-1975 | Hitnotering: 26-10-1974 t/m 18-01-1975 | Hitnotering: 26-10-1974 t/m 18-01-1975 | Hitnotering: 26-10-1974 t/m 18-01-1975 | Hitnotering: 26-10-1974 t/m 18-01-1975 | Hitnotering: 26-10-1974 t/m 18-01-1975 |
| Week:                                  | 1                                      | 2                                      | 3                                      | 4                                      | 5                                      | 6                                      | 7                                      | 8                                      | 9                                      | 10                                     | 11                                     | 12                                     |                                        |
| -------------------------------------- | -------------------------------------- | -------------------------------------- | -------------------------------------- | -------------------------------------- | -------------------------------------- | -------------------------------------- | -------------------------------------- | -------------------------------------- | -------------------------------------- | -------------------------------------- | -------------------------------------- | -------------------------------------- | -------------------------------------- |
| Positie:                               | 12                                     | 4                                      | 3                                      | 3                                      | 1                                      | 1                                      | 1                                      | 2                                      | 5                                      | 11                                     | 26                                     | 35                                     | uit                                    |

### NederlandseNationale Hitparade
| Hitnotering: 26-10-1974 t/m 11-01-1975 | Hitnotering: 26-10-1974 t/m 11-01-1975 | Hitnotering: 26-10-1974 t/m 11-01-1975 | Hitnotering: 26-10-1974 t/m 11-01-1975 | Hitnotering: 26-10-1974 t/m 11-01-1975 | Hitnotering: 26-10-1974 t/m 11-01-1975 | Hitnotering: 26-10-1974 t/m 11-01-1975 | Hitnotering: 26-10-1974 t/m 11-01-1975 | Hitnotering: 26-10-1974 t/m 11-01-1975 | Hitnotering: 26-10-1974 t/m 11-01-1975 | Hitnotering: 26-10-1974 t/m 11-01-1975 | Hitnotering: 26-10-1974 t/m 11-01-1975 | Hitnotering: 26-10-1974 t/m 11-01-1975 |
| Week:                                  | 1                                      | 2                                      | 3                                      | 4                                      | 5                                      | 6                                      | 7                                      | 8                                      | 9                                      | 10                                     | 11                                     |                                        |
| -------------------------------------- | -------------------------------------- | -------------------------------------- | -------------------------------------- | -------------------------------------- | -------------------------------------- | -------------------------------------- | -------------------------------------- | -------------------------------------- | -------------------------------------- | -------------------------------------- | -------------------------------------- | -------------------------------------- |
| Positie:                               | 9                                      | 3                                      | 2                                      | 2                                      | 2                                      | 1                                      | 1                                      | 1                                      | 8                                      | 12                                     | 24                                     | uit                                    |

### VlaamseRadio 2 Top 30
| Hitnotering: 16-11-1974 t/m 01-02-1975 | Hitnotering: 16-11-1974 t/m 01-02-1975 | Hitnotering: 16-11-1974 t/m 01-02-1975 | Hitnotering: 16-11-1974 t/m 01-02-1975 | Hitnotering: 16-11-1974 t/m 01-02-1975 | Hitnotering: 16-11-1974 t/m 01-02-1975 | Hitnotering: 16-11-1974 t/m 01-02-1975 | Hitnotering: 16-11-1974 t/m 01-02-1975 | Hitnotering: 16-11-1974 t/m 01-02-1975 | Hitnotering: 16-11-1974 t/m 01-02-1975 | Hitnotering: 16-11-1974 t/m 01-02-1975 | Hitnotering: 16-11-1974 t/m 01-02-1975 | Hitnotering: 16-11-1974 t/m 01-02-1975 | Hitnotering: 16-11-1974 t/m 01-02-1975 |
| Week:                                  | 1                                      | 2                                      | 3                                      | 4                                      | 5                                      | 6                                      | 7                                      | 8                                      | 9                                      | 10                                     | 11                                     | 12                                     |                                        |
| -------------------------------------- | -------------------------------------- | -------------------------------------- | -------------------------------------- | -------------------------------------- | -------------------------------------- | -------------------------------------- | -------------------------------------- | -------------------------------------- | -------------------------------------- | -------------------------------------- | -------------------------------------- | -------------------------------------- | -------------------------------------- |
| Positie:                               | 13                                     | 4                                      | 4                                      | 1                                      | 1                                      | 1                                      | 3                                      | 4                                      | 8                                      | 9                                      | 16                                     | 19                                     | uit                                    |